# Mizil
Mizil (rumænsk udtale: [miˈzil]) er en by i distriktet Prahova i Muntenien, Rumænien. Den ligger i den sydøstlige del af didstriktet og ligger langs vejen mellem byerne Ploiești og Buzău og nordøst for den nationale hovedstad, Bukarest, og har 12.962 (2021) indbyggere. Dens beliggenhed førte til, at den blev en blomstrende markedsby fra begyndelsen af det 18. århundrede, inden en lang periode med økonomisk nedgang begyndte i begyndelsen af det 20. århundrede. Landbruget gav plads til industrien som den vigtigste beskæftigelse under det kommunistiske regime, men byen har fortsat problemer i kølvandet på en afindustrialisering i slutningen af 1990'erne.

## Geografi
Byen ligger i den sydøstlige del af distriktet, på grænsen til Buzău; de fire landkommuner, der omgiver byen, er Gura Vadului (nord), Baba Ana (syd), Săhăteni (øst) og Fântânele (vest). Vinområderne  Tohani, Pietroasa og Istrița ligger alle i nærheden. Den ligger 35 km fra både Ploiești og Buzău, med Bukarest. 92 km mod sydvest. 
Den ligger i et landbrugsområde  i en højde på 80-95 m og ligger på Mizilsletten, en underafdeling af Bucureștilorsletten, der igen er en del af den valakiske slette, og er blevet kaldt "porten til Bărăgan", en henvisning til den slette, der strækker sig mod øst.  Den ligger også på kanten af slettelandskabet og de sydlige udmundinger af foden af bjergene, der fører op til Sydkarpaterne, idet den afgrænses af Sărata-sletten i syd og af Istrița-bjerget i nordøst. Områdets bjergarter er Neogene molasse; der findes også grus og sand. Nær overfladen findes der løsslag af forskellig tykkelse.